# Arilena Ara
Arilena Ara (alb albansko: [aɾiˈlɛna ˈaɾa]), albanska pevka in televizijska voditeljica *18. julij 1998

## Življenje in kariera
Arilena Ara se je rodila 17. julija leta 1998 v albanskem mestu Skader v Albaniji.  Ara je zmagala je v drugi sezoni X Factor Albania dne 31. marca 2013.  Njen prvi singel je bil »Aeroplan«, ki je izšel februarja 2014.  Ara je novembra leta 2016 glasbenega tekmovanja Kënga Magjike s pesmijo »Nëntori« zasedla tretje mesto.  Pesem je nato doživela komercialni uspeh v tujini, dosegla je vidnejša mesta na lestvicah v Romuniji, Bolgariji in na Madžarskem. 
Od leta 2019 je Ara žirant v tretji seriji pevskega šova The Voice Kids Albania.  Po zmagi na Festivali i Këngës s pesmijo »Shaj« konec decembra 2019 je Radio Televizioni Shqiptar je imenoval Aro za albanskega predstavnika na Pesmi Evrovizije 2020 v Rotterdamu na Nizozemskem.  Marca 2020 je Evropska radiodifuzna zveza (EBU) zaradi pandemije COVID-19 odpovedala Pesem Evrovizije 2020.  Po kratkem premoru je bila decembra 2020 predstavljena v pesmi »A i sheh« albanskega pevca Albana Skënderaja, ki je v Albaniji dosegla 29. mesto. 

Ara je 6. novembra 2021 izdala svoj debitantski studijski album Pop Art The Album. 

## Diskografija

### Album
- Pop Art The Album (2021)

### Pesmi
- »Aeroplan« (2014)
- »Вusiness Class« (2014)
- »Vegim« (2015)
- »Toke Rroke« (2016)
- »Nëntori« (2016)
- »I'm Sorry« (2017)
- »Snow in December« (2017)
- »Silver and Gold« (2017)
- »Zemër« (2017)
- »I'll Give You My Heart« (2018)
- »Doja« (skupaj s Flori Mumajesi, 2019)
- »Shaj« (2019)
- »Fall from the Sky« (2020)
- »Murderer« (skupaj z Noizy, 2021)
- »Aligator« (2021)
- »Thirr Policinë« (skupaj z Dafina Zeqiri, 2021)
- »Ke me mungu« (2021)